# Dactylolabis knowltoni
Dactylolabis knowltoni är en tvåvingeart som beskrevs av Alexander 1941. Dactylolabis knowltoni ingår i släktet Dactylolabis och familjen småharkrankar. Inga underarter finns listade i Catalogue of Life.